# Apostolos Kontos
Apostolos Kontos (griechisch Απόστολος Κόντος; * 22. November 1947 in Griechenland) ist ein ehemaliger griechischer Basketballspieler und -trainer.

## Karriere
Seine Karriere begann Kontos beim Athener Verein Ionikos Neas Filadelfias. 1969 wechselte er zu
Panathinaikos Athen, wo er für die nächsten 14 Jahren spielen und seine erfolgreichste Zeit haben sollte. Kontos stieg in diesem Zeitraum zum Mannschaftskapitän auf und wird heute als einer der bedeutendsten Akteure in der Geschichte von Panathinaikos angesehen. Neben neun gewonnenen Meisterschaften konnte er auch drei Mal den Griechischen Vereinspokal erringen. Nachdem Kontos beim letzten Pokalgewinn 1983 über den Erzrivalen Olympiakos Piräus nicht zum Einsatz gekommen war, verließ er aus Protest die Mannschaft. Mit seiner anschließenden Vertragsunterzeichnung bei AEK Athen wurde mit 39 Jahren der zweitälteste Spieler der innerhalb der griechischen Liga wechselte. Im Februar 1987 beendete Kontos nach 28 Profijahren seine aktive Laufbahn.

## Nationalmannschaft
Sein Debüt bei der griechischen Nationalmannschaft gab Kontos bei einem Spiel gegen die Türkei am 25. Dezember 1968. In den folgenden 14 Jahren war Kontos ein fester Bestandteil der griechischen Auswahl und nahm insgesamt an zwei Europameisterschaften teil. Sein letztes Spiel gab er am 30. Mai 1982 bei einem Spiel gegen Deutschland. Kontos größter Erfolg bei der Nationalmannschaft war der Gewinn der Silbermedaille bei der U-18 Europameisterschaft 1970 sowie die Bronzemedaille bei den Mittelmeermeisterschaften 1971 in Kairo.

## Trainerkarriere
In der Saison 1993/94 übernahm er für ein Jahr das Traineramt bei AEK Athen.

## Erfolge
- Griechischer Meister: 1971, 1972, 1973, 1974, 1975, 1977, 1980, 1981, 1982
- Griechischer Pokalsieger: 1979, 1982, 1983
- U18-Vizeeuropameister: 1970
- Bronzemedaille bei den Mittelmeermeisterschaften: 1971

## Auszeichnungen
- Teilnahme an Europameisterschaften: 1973, 1975
- Teilnahme an U18-Europameisterschaften: 1970